# Heilig Hartbeeld (Oploo)
Het Heilig Hartbeeld is een standbeeld in de Nederlandse plaats Oploo, in de provincie Noord-Brabant.

## Achtergrond
Franciscus Johannes Verhofstad (1879-1945) werd in 1905 tot priester gewijd. Vanaf 1927 was hij pastoor in Oploo. Bij zijn zilveren priesterjubileum in 1930, kreeg hij van de parochianen een Heilig Hartbeeld aangeboden.
Het Hartbeeld is een afgietsel van een ontwerp van de Franse beeldhouwer Jules Déchin. Het beeld werd bij de Sint-Matthiaskerk geplaatst.

## Beschrijving
Het beeld bestaat uit een staande Christusfiguur, gekleed in gedrapeerd gewaad. Hij houdt zijn beide armen uitnodigend gespreid en toont in zijn handen de stigmata. Op zijn borst is, half verscholen achter zijn kleed, het Heilig Hart zichtbaar. Christus staat op een wereldbol, omgeven door wolken, waarop aan de voorzijde in reliëf passiewerktuigen zijn te zien: een kelk omkranst door een doornenkroon.
Het beeld staat op een eenvoudige bakstenen sokkel, waarop twee plaquettes zijn geplaatst met de teksten: "Komt allen tot mij" en "Ter herinnering aan het zilveren priesterfeest 17 juni 1930".